# Blackhawk-Camino Tassajara
Blackhawk-Camino Tassajara és una població dels Estats Units a l'estat de Califòrnia. Segons el cens del 2000 tenia 10.048 habitants.

## Demografia
Segons el cens del 2000, Blackhawk-Camino Tassajara tenia 10.048 habitants, 3.326 habitatges, i 3.010 famílies. La densitat de població era de 416,7 habitants per km².
Dels 3.326 habitatges en un 46,2% hi vivien nens de menys de 18 anys, en un 84,2% hi vivien parelles casades, en un 4% dones solteres, i en un 9,5% no eren unitats familiars. En el 6,7% dels habitatges hi vivien persones soles l'1,7% de les quals corresponia a persones de 65 anys o més que vivien soles. El nombre mitjà de persones vivint en cada habitatge era de 3,01 i el nombre mitjà de persones que vivien en cada família era de 3,16.
Per edats la població es repartia de la següent manera: un 29% tenia menys de 18 anys, un 4,8% entre 18 i 24, un 24% entre 25 i 44, un 35,8% de 45 a 60 i un 6,4% 65 anys o més.
L'edat mediana era de 41 anys. Per cada 100 dones de 18 o més anys hi havia 96,1 homes.
Entorn del 0,2% de les famílies i el 0,9% de la població estaven per davall del llindar de pobresa.

## Poblacions properes
El següent diagrama mostra les poblacions més properes.